# František Faltus
František Faltus (5 gennaio 1901 – 6 ottobre 1989) è stato un ingegnere ceco, esperto in costruzioni metalliche e ponti in acciaio.
Prof. Ing. Dr. František Faltus, DrSc. (5 gennaio 1901 - 6 ottobre 1989) è stato un esperto in materia di strutture in acciaio e autorità indiscussa nella sua materia. 
Il primo periodo della sua carriera è legata alla Škoda impianti a Pilsen.  Nel corso della sua attività professionale ha progettato alcuni ponti in acciaio con caratteristiche innovative. 
Ha lavorato come professore presso l'Università Tecnica Ceca a Praga, Direttore del Dipartimento di strutture in acciaio.
| Controllo di autorità | VIAF (EN) 1253444 · ISNI (EN) 0000 0000 8191 1391 · LCCN (EN) n50011569 · GND (DE) 127459766 |